# Великий баньян

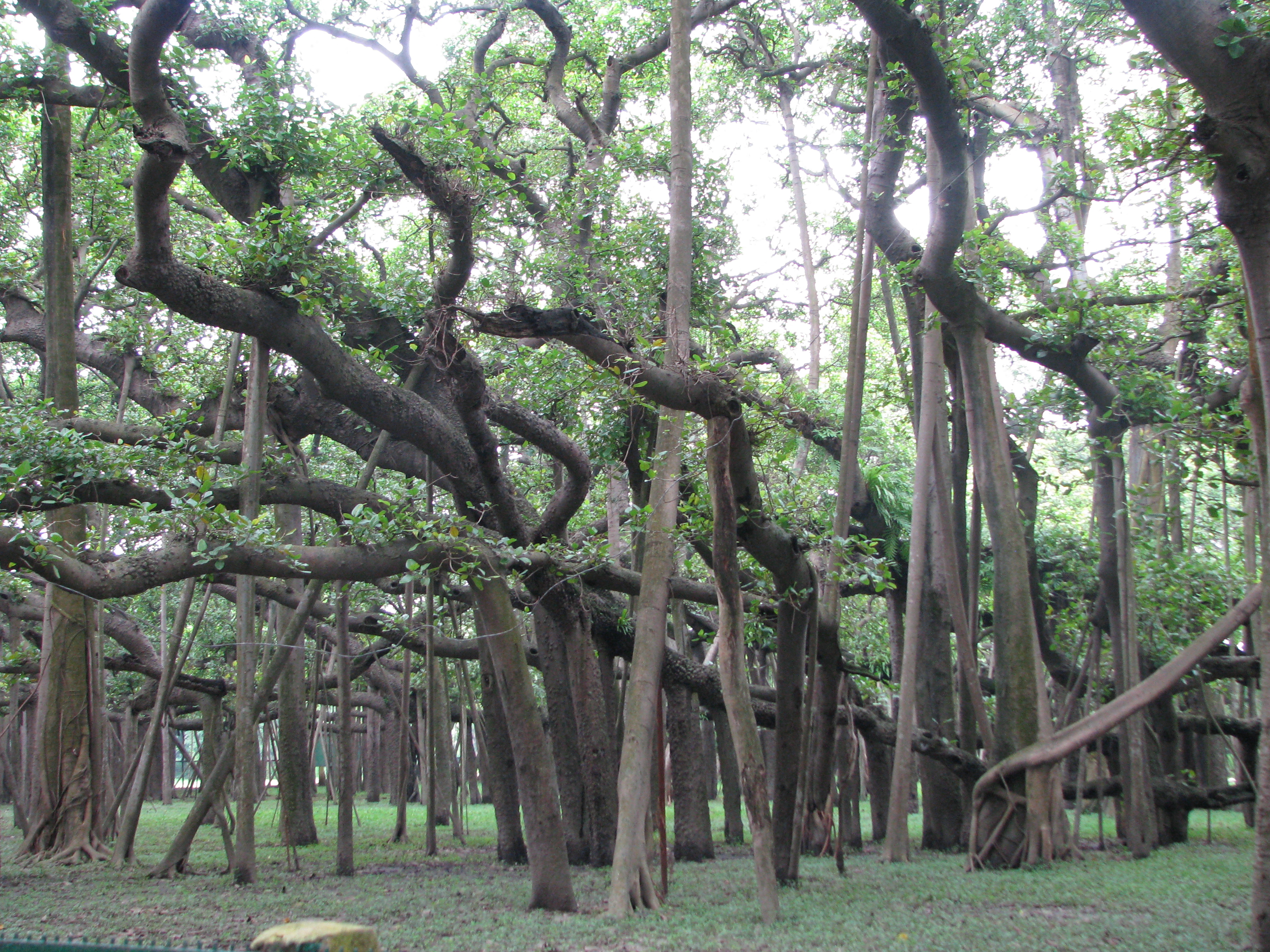
Великий баньян

22°33′40″ пн. ш. 88°17′12″ сх. д. / 22.56111° пн. ш. 88.28667° сх. д.
Вели́кий банья́н — дерево з найбільшою у світі площею крони. Зростає в Ботанічному саду імені ачар'я Джаґадіша Чандри Боса у місті Хаура (Індія). Завдяки великій кількості повітряних коренів Великий баньян більше схожий на гай, ніж на окреме дерево. Площа дерева становить приблизно 1,5 га. Крона дерева має довжину кола близько 350 метрів, найбільша висота досягає 25 метрів. У наш час[коли?] Великий баньян має 2880 повітряних коренів, що доходять до землі. 
Після удару блискавки в 1925 році відбулося розщеплювання головного стовбура, унаслідок чого кілька центральних стовбурів довелося вирізувати. Після цього баньян стали вважати клональною колонією, а не одним деревом, як раніше. Навколо баньяна прокладена доріжка, довжиною 330 метрів, але дерево продовжує розростатися за її межі. 
Великий баньян належить до виду бенгальський фікус (Ficus benghalensis) родини шовковицевих. Його плоди невеликі та неїстівні, при дозріванні — червоного кольору. 
Вік Великого баньяна становить 200—250 років, дерево є найбільшим з відомих баньянів. Історія дерева, на жаль, не відома, є лише декілька записів, датованих 19 століттям. Під час ураганів 1884 і 1886 років були пошкоджені деякі з основних відростків, і дерево розділилося на дві частини.

## Фотогалерея

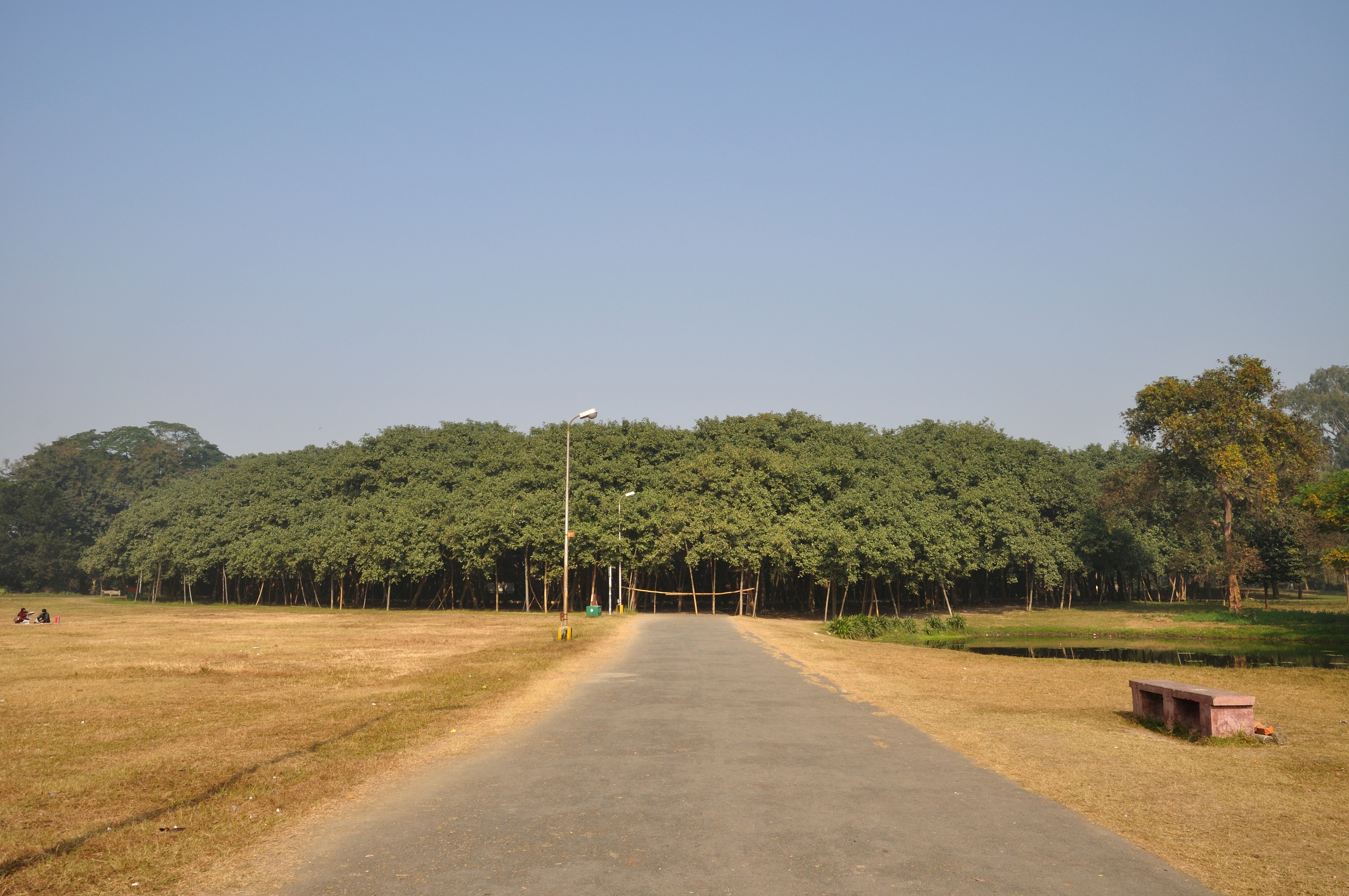
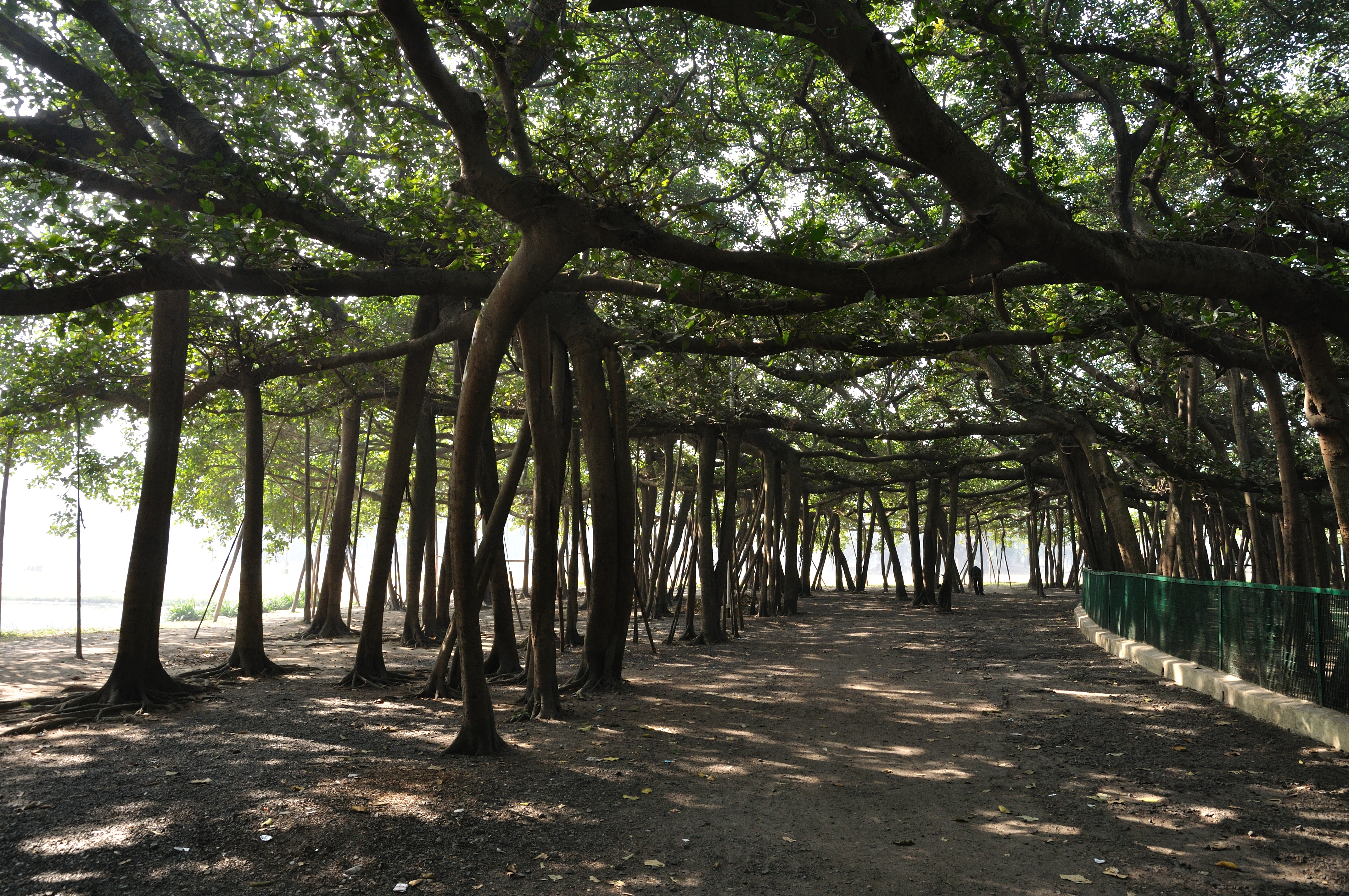
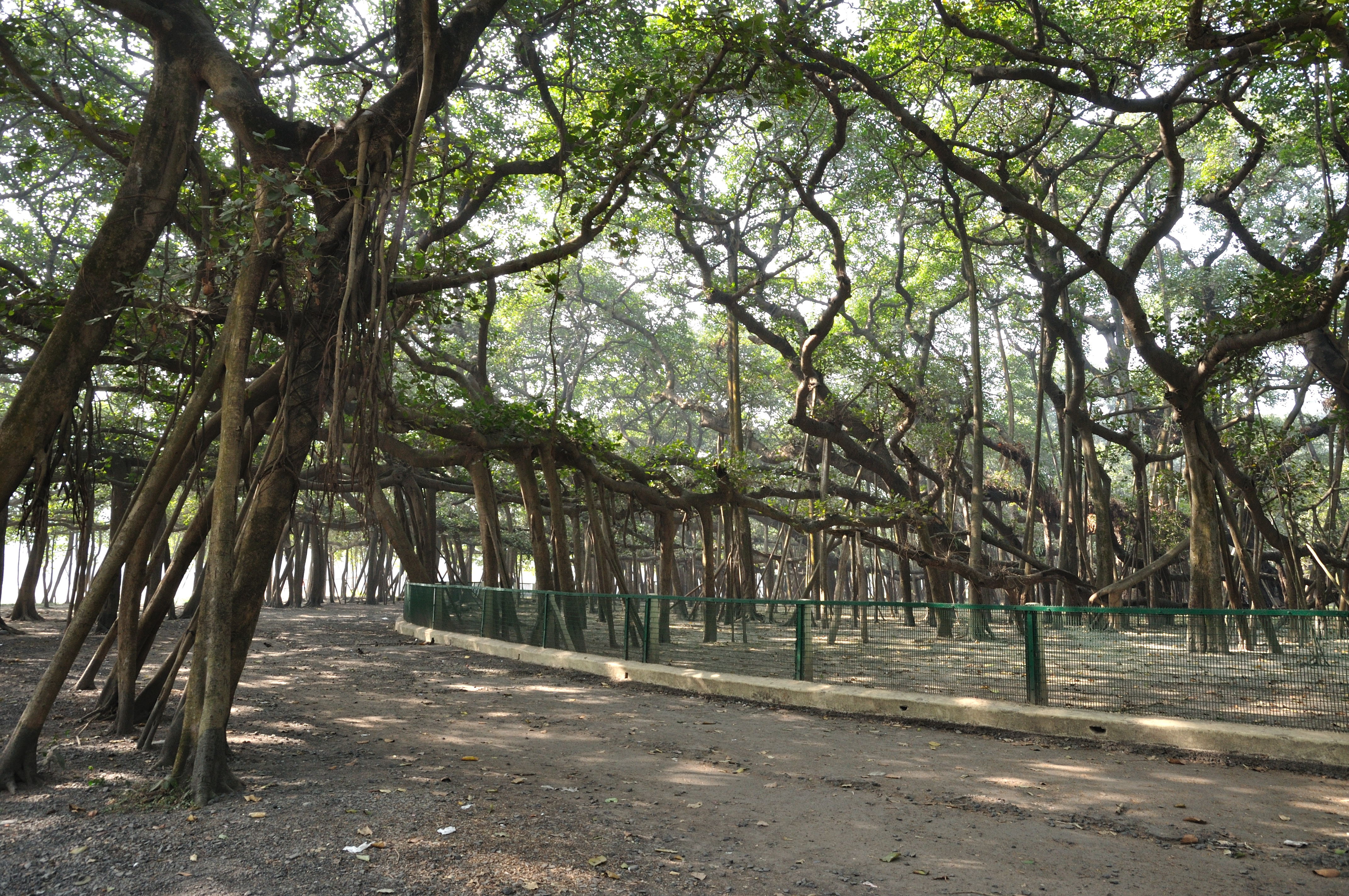
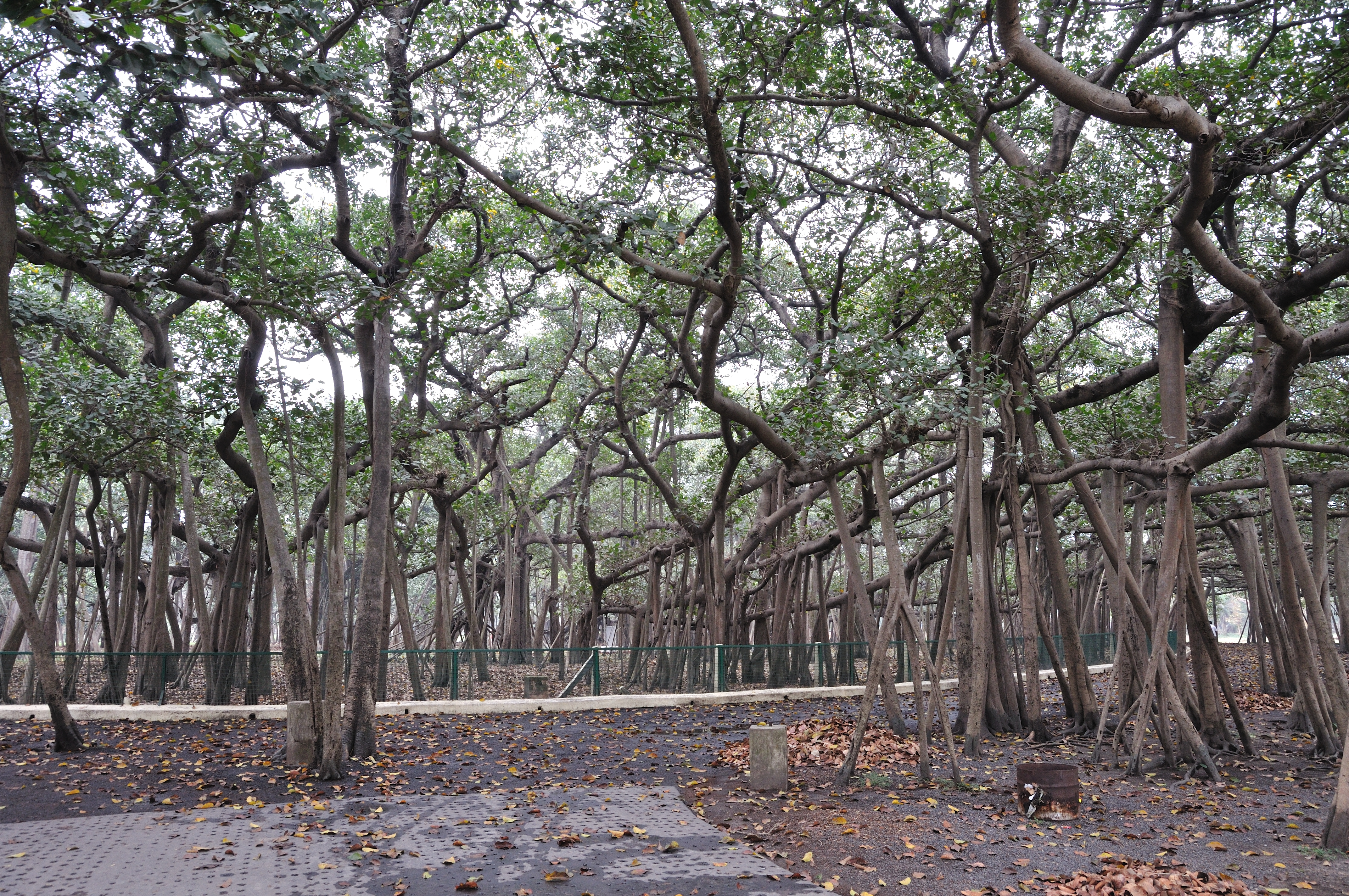
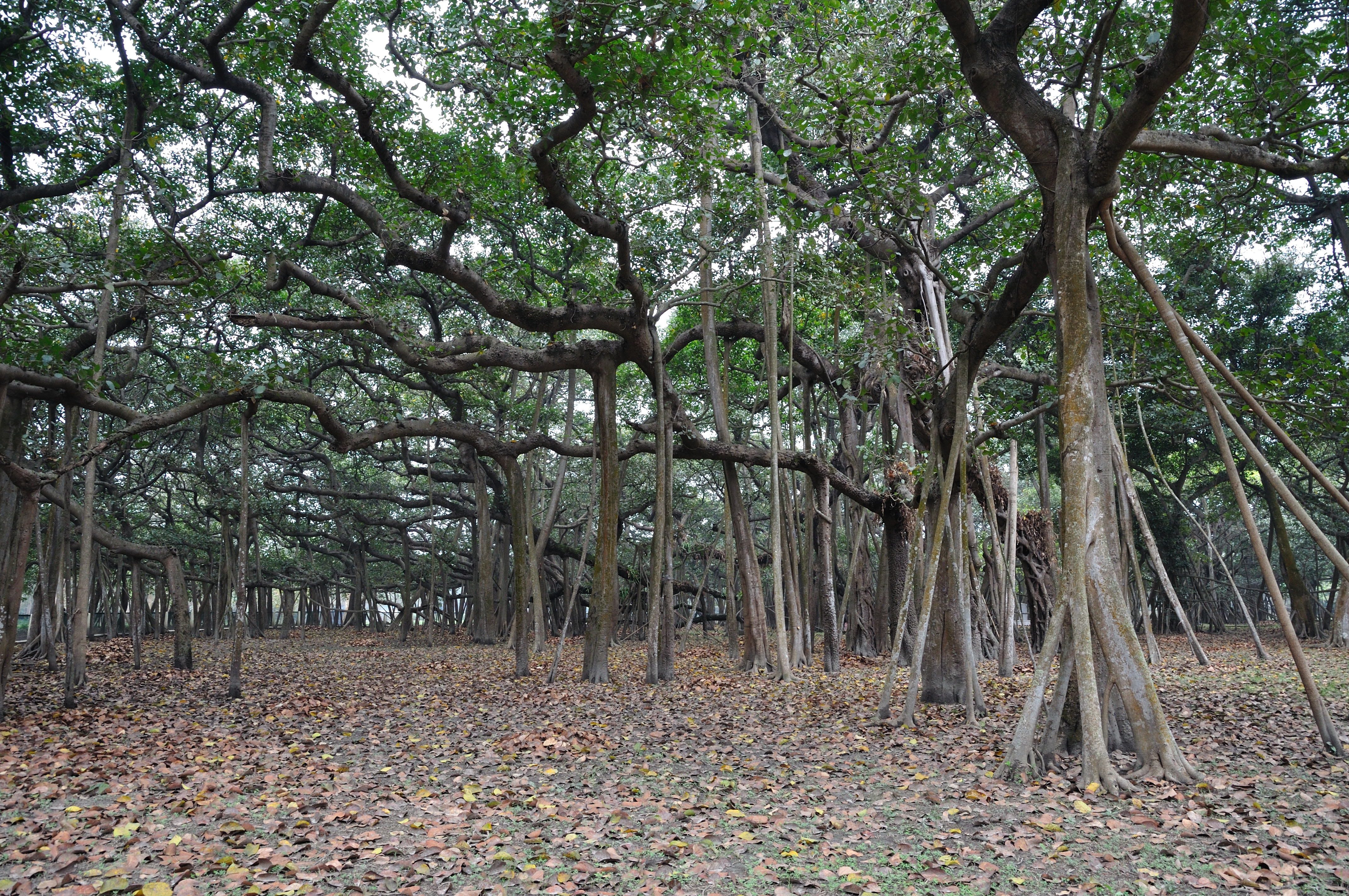